# طارق سوزی
طارق سوزی (انگلیسی: Tariq Spezie؛ زادهٔ ۲۱ ژوئن ۱۹۸۰) بازیکن فوتبال اهل اسپانیا است.
از باشگاه‌هایی که در آن بازی کرده‌است می‌توان به باشگاه فوتبال سابادل، باشگاه فوتبال گرانادا، و باشگاه فوتبال اوئسکا اشاره کرد.